# Sorégies
 (avril 2010).
Si vous disposez d'ouvrages ou d'articles de référence ou si vous connaissez des sites web de qualité traitant du thème abordé ici, merci de compléter l'article en donnant les références utiles à sa vérifiabilité et en les liant à la section « Notes et références ».
Sorégies est une société anonyme d'économie mixte locale de distribution d'électricité et de gaz créée le 1er janvier 2004 et basée à Poitiers. Par son chiffre d'affaires, elle est la première entreprise locale de distribution d'électricité et de gaz en France.

## Historique

### Le regroupement des syndicats intercommunaux
Au lendemain de la Première Guerre mondiale, le département de la Vienne entra dans la grande aventure électrique. Alors que les grandes villes s'électrifiaient (Poitiers, Châtellerault, Montmorillon…), les campagnes furent laissées de côté.
Pour bénéficier également des bienfaits de l'électricité, certaines communes décidèrent de se regrouper en Syndicats intercommunaux d'électricité (qui créeront par la suite leur propre Régie d'électricité) afin de construire et de développer les réseaux électriques :
- le Syndicat Intercommunal d'Electricité du Département de la Vienne (SIEDV) créé en 1923 et qui rassemble 242 communes
- le Syndicat Intercommunal de Mauprévoir (SIM) créé en 1922 et qui rassemble 16 communes
- le Syndicat Intercommunal d'Electricité de la Région de Civray (SIERC) créé en 1922 et qui rassemble 11 communes.

Ne pouvant pas exploiter directement le réseau électrique, le SIEDV décide de créer en 1925 la Régie du Syndicat Intercommunal d'Electricité du Département de la Vienne (RSIEDV) qui a pour mission première l'électrification des membres du Syndicat. En 1926, le dernier chef-lieu de commune étant alimenté, la Vienne devient alors avec la Seine, le seul département français dont toutes les communes sont électrifiées.

### La loi de nationalisation de 1946
Au lendemain de la Seconde Guerre mondiale, la nécessité de reconstruire rapidement les infrastructures amène l'État à nationaliser les grands moyens de production grâce à une loi de nationalisation de 1946. Cette loi a profondément modifié l'organisation électrique et gazière française. Les entreprises privées ont été nationalisées sous Électricité de France, tandis que parallèlement était créé Gaz de France.
Cette loi confie la distribution d'électricité et de gaz aux établissements nationaux EDF et GDF, tout en laissant le choix aux Syndicats de conserver leurs Régies autonomes ou de les céder à EDF.
Le Syndicat Intercommucal de la Vienne décide alors de conserver sa Régie qui garde pour mission le développement et l'entretien des réseaux d'électricité dans les communes adhérentes.
De 1946 à 2001, la Vienne compte alors quatre fournisseurs d'électricité sur son territoire :
- EDF, qui assure la distribution sur les villes les plus importantes du département ainsi que sur celles du Syndicat de la Gartempe
- la Régie du SIEDV (non nationalisée)
- la Régie du SIM (non nationalisée)
- la Régie du SIERC (non nationalisée)

### 1998, changements de noms et création de la REGV
En 1998, le Syndicat décide de diversifier ses activités et se lance notamment dans la distribution de gaz. Il devient alors le Syndicat Intercommunal d'Electricité et d'Equipement du Département de la Vienne (SIEEDV).
Il crée la Régie d'Équipement et de Gaz de la Vienne (REGV), chargée de mettre en œuvre et d'exploiter les activités nouvelles : distribution de gaz naturel et propane, câble, systèmes d'information géographique…
Parallèlement, la RDIEDV devient la Régie d'Electricité De la Vienne (REDV).

### 2001, regroupement des trois Régies et naissance de Sergies
En 2001, les Syndicats de Mauprévoir (SIM) et de Civray (SIERC) adhèrent au SIEEDV. Les activités des Régies de ces deux Syndicats sont reprises par la Régie d'Électricité de la Vienne.
La volonté du Syndicat de s'impliquer dans une démarche de développement durable ainsi que de disposer d'un outil de production décentralisé l'amène à créer Sergies, société de production décentralisée d'électricité, afin d'exploiter notamment le potentiel éolien local.

### 2004, la Régie devient Sorégies
Avec l'ouverture progressive des marchés d'énergies à la concurrence, et en application des nouvelles dispositions règlementaires, toutes les Industries Électriques et Gazières doivent opérer une séparation managériale des activités de gestion des réseaux de distribution et des activités de fournitures d'énergie aux clients.
C'est la raison pour laquelle au 1er janvier 2004, les Régies d'Electricité, d'Equipement et de Gaz de la Vienne ont fusionné pour se regrouper sous la forme d'une Société Anonyme d'Économie Mixte Locale (SAEML) dénommée Sorégies (SOciété de Revente d'Electricité et de Gaz, Investissement, Exploitation et Services).
Le débat au sein du comité du syndicat intercommunal a porté sur le risque de dériver vers une structure privée qui ouvrirait progressivement son capital à des intérêts privés dont les objectifs diffèreraient de ceux des communes garantes du service public. Les assurances les plus définitives ayant été données aux délégués des communes à cet endroit par la direction du syndicat, une très large majorité s'est prononcée pour la création de la SAEML.
Cette décision historique du Syndicat Intercommuncal d'Electricité et d'Equipement du Département de la Vienne permet aux deux entreprises de poursuivre leur mission de distribution publique d'énergies dans un marché français en cours de libéralisation.
Depuis cette date, une nouvelle phase est donc lancée. L'entreprise change d'image et de logo et conserve ses deux missions principales qui sont la gestion des réseaux de distribution d'électricité et de gaz et la fourniture d'énergie.
En 2008, la direction du syndicat parvient à convaincre une majorité très importante des délégués des communes qu'il serait avantageux d'investir dans la construction d'une unité de production d'électricité afin de sécuriser l'accès à une source de courant pour un prix stabilisé, alors que la libéralisation du marché rend incertaines les conditions d'accès futures.
C'est au travers de l'entreprise d'électricité E.On que doit se faire cet investissement qui serait financé par 10 % des parts de la SEML Sorégies. L'entrée d'une société privée, qui plus est étrangère, dans le capital de la société du syndicat soulève alors les plus vives réserves d'un petit nombre de délégués au premier rang desquels les élus communistes.
Cependant, le principe de cette opération a été avalisé et l'investissement est réalisé. Mais finalement, E.On décide fin 2008 de ne pas entrer dans le capital et Sorégies doit donc trouver les fonds de l'investissement auprès d'un pool bancaire. L'endettement de la société s'en trouve alors fortement accru. De façon connexe, une démarche de fusion avec l'entreprise publique du département voisin est stoppée par cette dernière au motif que l'investissement dans la Vienne n'avait pas été rendu public. S'ensuit une longue procédure judiciaire à l'initiative du syndicat de la Vienne. C'est tout le processus de rapprochement des deux syndicats et de leurs entreprises qui est arrêté, ce qui choque de très nombreux délégués. Sans issue, cette voie judiciaire est finalement abandonnée le 30 juin 2011 au cours d'un vote de l'assemblée du syndicat de la Vienne, qui suit celle des Deux Sèvres ayant voté le même protocole d'accord quelques semaines auparavant.

### 2005, création d'Alterna
Alterna a été créée le 30 juin 2005 par Gaz Électricité de Grenoble et Sorégies pour fournir de l'électricité et/ou du gaz en dehors de sa zone de desserte historique. Depuis, une cinquantaine d'ELE (Entreprise locale de distribution) les ont rejoints.

### 2025
En juin 2025, Sorégies est devenu le quatrième énergéticien français pour l'électricité, avec 300 000 clients, dont 150 000 clients dans son territoire d'origine, la Vienne, et 150 000 clients ailleurs à travers sa filiale nationale Alterna Energie et 1,5 milliard de chiffre d'affaires en 2024 pour 8,5 TWh vendus en 2024. Sorégies annonce un programme d'investissement dans les énergies renouvelables de 1,5 milliard d'euros afin de doubler d'ici 2030 sa production d'énergie renouvelable, ses capacités d'agrégation et le nombre de ses clients, et de couvrir 100 % de leur consommation avec des énergies vertes, contre 85 % en 2024. Sorégies investira 300 millions d'euros par an pendant cinq ans pour développer l'éolien et l'hydraulique ainsi que des moyens de flexibilité comme des batteries.
Le mercredi 2 juillet, il est annoncé que Sorégies sera le premier mécène dans le cadre du projet de la réhabilitation du palais des comtes et des ducs d'Aquitaine.